# Первомайское сельское поселение (Костромская область)
Первома́йское се́льское поселе́ние — муниципальное образование в составе Солигаличского района Костромской области России.
Административный центр — деревня Оглоблино.

## История
Первомайское сельское поселение образовано 30 декабря 2004 года в соответствии с Законом Костромской области № 237-ЗКО, установлены статус и границы муниципального образования.
22 октября 2009 года в соответствии с Законом Костромской области № 525-4-ЗКО в состав Первомайского сельского поселения включено упразднённое Верхне-Березовецкое сельское поселение.

## Население
| 2008 | 2010 | 2012 | 2013 | 2014 | 2015 | 2016 |
| ---- | ---- | ---- | ---- | ---- | ---- | ---- |
| 580  | ↘438 | ↘431 | ↘408 | ↘373 | ↘362 | ↘321 |
| 2017 | 2018 | 2019 | 2020 | 2021 |      |      |
| ↘310 | ↘284 | ↘264 | ↘252 | ↘209 |      |      |

## Состав сельского поселения
| №  | Населённый пункт  | Тип населённого пункта          | Население |
| -- | ----------------- | ------------------------------- | --------- |
| 1  | Богородское       | деревня                         | →0        |
| 2  | Верхний Березовец | село                            | ↗82       |
| 3  | Волково           | деревня                         | ↗2        |
| 4  | Горбово           | деревня                         | →0        |
| 5  | Дятлово           | деревня                         | ↗52       |
| 6  | Ескино            | деревня                         | →5        |
| 7  | Ивашево           | деревня                         | →4        |
| 8  | Игнатово          | деревня                         | ↘0        |
| 9  | Илейкино          | деревня                         | →0        |
| 10 | Калинино          | деревня                         | ↗60       |
| 11 | Кашино            | деревня                         | ↗9        |
| 12 | Киселево          | деревня                         | ↗1        |
| 13 | Коротково         | деревня                         | →0        |
| 14 | Костино           | деревня                         | →0        |
| 15 | Кравцово          | деревня                         | ↗5        |
| 16 | Мартыново         | деревня                         | ↗54       |
| 17 | Меледино          | деревня                         | ↗3        |
| 18 | Носково           | деревня                         | →0        |
| 19 | Оглоблино         | деревня, административный центр | ↗198      |
| 20 | Острецово         | деревня                         | ↗1        |
| 21 | Першино           | деревня                         | →0        |
| 22 | Петриково         | деревня                         | →0        |
| 23 | Преснухино        | деревня                         | →0        |
| 24 | Родионцево        | деревня                         | →3        |
| 25 | Тыково            | деревня                         | →0        |
| 26 | Федьково          | деревня                         | ↘10       |
| 27 | Чепасово          | деревня                         | ↘19       |

## Местное самоуправление
Главы сельского поселения
- Сучилов Владимир Александрович
- с 2015 года — Фролова Ирина Павловна